# Óscar González-Ferrán
Óscar González-Ferrán (1933-Santiago de Chile, 1 de mayo de 2014) fue un vulcanólogo chileno. Enseñó como profesor en el Instituto de Geología y Geofísica y en el Departamento de Geografía de la Universidad de Chile.
En 1967 y 1968 estuvo involucrado en la exploración de la Tierra de Marie Byrd de la Antártida Occidental como parte del Programa Antártico de los Estados Unidos y en los años siguientes se centró en las Islas Shetland del Sur. donde, por ejemplo, investigó y publicó extensamente sobre la evolución vulcanológica de la Isla Decepción. Junto con su colega japonés Yoshio Katsui (1926-2015) de la Universidad de Hokkaidō, también creó el primer mapa geológico de la isla Pingüino en 1970. Como asesor científico de las delegaciones chilenas, participó en varias reuniones consultivas del Tratado Antártico. En marzo de 1982 descubrió dos volcanes previamente desconocidos en el este de la Península Antártica durante un vuelo de reconocimiento geofísico en helicóptero. En diciembre de 1988 asistió a la formación eruptiva del nuevo cráter secundario "Navidad" en el volcán Lonquimay en la Región de la Araucanía, y en 1994 identificó al cerro Chaitén como un volcán, advirtiendo sobre sus riesgos geológicos antes de su erupción en 2008.
Escribió varios artículos especializados, y su libro «Volcanes de Chile», publicado en 1995, se convirtió en una obra cumbre para la vulcanología chilena, pues los resultados de las primeras investigaciones modernas sobre la mayor parte de los volcanes continentales, antárticos e insulares de Chile fueron compilados por González-Ferrán en dicha obra. Además, entre 1995 y 2004 fue miembro del consejo editorial de la serie de libros especializados «Avances en la investigación de peligros naturales y tecnológicos» publicada por Springer-Verlag. 
González-Ferrán es considerado el decano entre los vulcanólogos de su tierra natal. Esta importancia también se refleja en el hecho de que varios accidentes geográficos fueron nombrados en su honor: González Harbour, la punta González, así como los lagos Oscar en las islas Shetland del Sur y el monte González en la Antártida.
En 1996 fue reconocido con el premio Manuel Montt, en el campo de las Ciencias Exactas, junto a Carlos Conca.

## Publicaciones
- Óscar González-Ferrán: Volcanes de Chile. Instituto Geográfico Militar, Santiago de Chile, 1995, ISBN 956-202-054-1.

Este libro es un documento muy completo sobre los volcanes de chile. Este libro solo cuenta con 1.500 copias, no se volvió a fotocopiar nuevamente..
Estatus de Disponibilidad : Extinto (96%)